# Henri de Beauvau
Pour les articles homonymes, voir Beauvau.
Henri de Beauvau, baron de Beauvau.
À la fin du XVIe siècle, il combattit en Allemagne pour l'électeur de Bavière, puis contre les Turcs, et fut ambassadeur du duc de Lorraine à la cour de Rome : il a écrit une Relation de ses campagnes, Nancy, 1619.
Cet article comprend des extraits du Dictionnaire Bouillet. Il est possible de supprimer cette indication, si le texte reflète le savoir actuel sur ce thème, si les sources sont citées, s'il satisfait aux exigences linguistiques actuelles et s'il ne contient pas de propos qui vont à l'encontre des règles de neutralité de Wikipédia.